# Viola Truchlíková
Viola Truchlíková (álnév: Ivan Letty; Újvároska, 1921. február 17. – Pozsony, 1973. június 29.) szlovák író, költő. Gyermekeknek és fiataloknak szóló műveket írt.

## Élete
1932 és 1936 között polgári iskolába járt Galgócon. 1936-től 1938-ig tanult egy nyitrai szakiskolában, 1938-től 1939-ig a Lévai Tanárképző Intézetben és 1939–1941 között Pozsonyban. Tanulmányai után a pozsonyi Szlovák Villamosművek üzemi lapjának szerkesztője volt. 1946-ban a galgóci gimnáziumban tanított, majd Pozsonyban dolgozott. 1961-től szabadúszó újságíró, majd a Slov szerkesztője. Pedagógiai műveket adott ki, 1962 óta a gyermek- és ifjúsági műsor szerkesztője. Műveire jellemző a lírai-szubjektív költészet. Riportok, drámai regények, rádiójátékok és tündérmesék szerzője is.

## Művei
- O nevítanom lesnom hosťovi – A nem kívánt erdei vendégről
- O záhradke za oknom – A kertről az ablak mögött
- O Katke a deduškovi – Katkáról és a nagyapáról
- O škovránčej piesni – Körülbelül egy mókusdalt